# Південний хіп-хоп
Південний хіп-хоп (англ. Southern hip hop), також відомий як Southern rap (Південний реп) і Dirty South (Брудний Південь) - один з піджанрів хіп-хоп культури, що виник на Півдні Сполучених Штатів Америки. Термін вживається переважно для позначення хіп-хоп виконавців з Атланти, Нового Орлеана, Х'юстона, Мемфіса та Маямі. Південь є третім великим жанром хіп-хоп культури США (після Заходу та Сходу).
Ключовими представниками південного хіп-хопу є: Lil Baby, Outkast, Migos, Lil Wayne, André 3000, UGK, Three 6 Mafia, Ludacris, Waka Flocka Flame, T.I., Lil Jon, Scarface, Future, Rick Ross, Rae Sremmurd , Travis Scott, Migos, 2 Chainz, Lil Yachty, Rich Homie Quan, 21 Savage, Big KRIT.

## Зародження та час

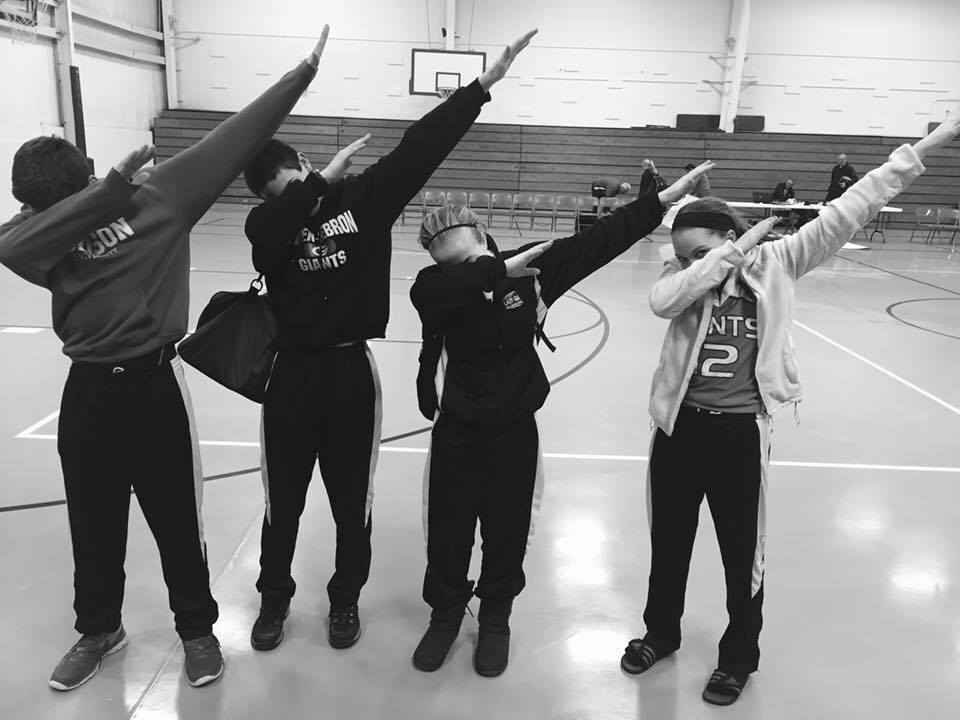
Південна група Migos є одним із тих, хто популяризував рух Dab (кліп Migos - «Look At My Dab»)

Протягом 1980-х та 1990-х на американському хіп-хоп ринку домінували репери зі Східного та Західного узбережжя США. Лос-Анджелес і Нью-Йорк - два міста, в яких хіп-хоп мав велику увагу публіки. У 1980-ті Півдні США почалася хвиля підйому хіп-хоп-музики. Geto Boys - група з Х'юстона - стала одним з перших хіп-хоп-груп з Півдня США, яка здобула широку популярність по всіх США. Також успіх до Південного хіп-хопу прийшов після випуску тих же Geto Boys другого альбому Grip It! On That Other Level у 1989. Запис цього альбому тривало рік, її продюсером виступив Рік Рубін . Потім у 1991 вийшов четвертий альбом гурту We Can't Be Stopped, який був визнаний платиновим у 1992 році. Коли Geto Boys піднялися до слави хіп-хопу, Х'юстон став столицею Південного хіп-хопу. На славу вийшов гурт 2 Live Crew, у треках яких використовувалися важкі удари сабвуферів. Наприкінці 1980-х років з'явилися й інші групи з інших міст, такі як UGK з Порт-Артура, 8Ball & MJG та Three 6 Mafia з Мемфіса. На початку 2000-х на Півдні з'явилися нові виконавці, на кшталт T.I., Ludacris, Lil Jon, Young Jeezy з Атланти, Trick Daddy та Rick Ross з Маямі, а також один із найпопулярніших виконавців початку XXI століття – Lil Wayne з Нового Орлеана, який зумів нав'язати боротьбу реперам з Нью-Йорка, як Nas і Jay-Z. Найбільший розквіт південного хіп-хопу стався у період 2002 по 2004, коли близько 50-60% всіх музичних хіп-хоп хітів припадали на виконавців із Півдня.
На даний момент найяскравішими представниками хіп-хоп культури Півдня є: Juicy J, Migos, Young Thug, Future, Travis Scott, 2 Chainz, Rae Sremmurd, Waka Flocka Flame, Gucci Mane, Rich Homie Quan, Big KRIT, 21 Savage, Rick Ross, Denzel Curry та Lil Yachty. Крім виконавців Півдня, багато інших артистів не з Південного узбережжя, як French Montana, ASAP Rocky і Lil Uzi Vert зарекомендували себе, виступаючи під південні біти.